# Fajna z niego babka
Fajna z niego babka (ang. Sorority Boys) – komedia filmowa z 2002 roku w reżyserii Wallace'a Wolodarsky'ego.

## Fabuła
Trzech studentów, Dave (Barry Watson), Adam (Michael Rosenbaum), i Doofer (Harland Williams), członków korporacji K.O.K., zostaje oskarżonych o przywłaszczenie sobie pieniędzy należących do bractwa i wyrzuconych z akademika. Aby dostać się do niego ponownie i udowodnić swoją niewinność, przebierają się za dziewczyny i przychodzą na studencką imprezę. Zostają z niej wyrzucone jako niezbyt atrakcyjne. Z pomocą przychodzi im Leah (Melissa Sagemiller), walcząca z seksizmem feministka i szefowa żeńskiej korporacji D.O.G., która zaprasza ich do swojego akademika.

## Obsada
- Barry Watson – Dave/Daisy
- Michael Rosenbaum – Adam/Adina
- Harland Williams – Doofer/Roberta
- Melissa Sagemiller – Leah
- Tony Denman – Jimmy
- Brad Beyer – Spence
- Kathryn Stockwood – Patty
- Heather Matarazzo – Katie
- Yvonne Sciò – Frederique
- Omar Benson Miller – Big Johnson
- Peter Scolari – Louis